# 運転道楽
運転道楽（うんてんどうらく）は、JR西日本グループのジェイアール西日本コミュニケーションズが製作した鉄道運転シミュレーションゲーム。
いずれも実際の営業車両を使って撮影されている。
ゲーム専門会社ではなく、広告代理店のデジタルメディア室のプロデュースである。同社（ジェイアール西日本コミュニケーションズ）のデジタルメディア室は当初、このゲームの制作をはじめとした、JR西日本のIT戦略を遂行するために開設された。

## 仕様
Windows 95・Windows 98／Classic Mac OS（8以降）双方に対応しており、QuickTimeムービーを使用している。そのため操作はマウスとキーボードのみで専用コントローラーは開発されなかった。

## 各ソフトの概要

### 運転道楽1
大阪環状線を運転できる。マウスによる操作のみで、キーボードでの操作に対応していない。頻繁に加減速を繰り返す必要のある大阪環状線を、マウスで操作するために、非常に難易度は高い。

### 運転道楽2
関西空港線 - 阪和線の関空快速が収録されており、関西空港駅 - 天王寺駅間を運転できる。日根野駅での紀州路快速との連結作業ができる。ただし、連結作業はコンピュータで自動で行われる。また、日根野駅では停止位置誤差0メートルで停止しなければゲームオーバーであった。好成績で天王寺駅まで走破するとボーナスで特急「はるか」の天王寺駅 - 新大阪駅間を運転できる。

### 運転道楽3
「運転道楽4」と2作セットで発売された。山陽新幹線のひかりレールスターが収録されており、博多総合車両所から博多駅まで出庫回送、博多駅から小郡駅（現在の新山口駅）まで運転できる。ワープ機能が備わっていて、長いトンネルが続く区間を中心にワープ機能が使われていた。シリーズの中ではもっとも難しい。

### 運転道楽4
シリーズ最後の作品。上記の「運転道楽3」から小郡駅で「SLやまぐち号」に乗り継ぐ設定となっていて、C57形蒸気機関車を運転する。こちらは単線のため運転区間を細分化している。
「運転道楽3」と「運転道楽4」はセット販売のため、実際には「運転大道楽」というセット名で販売された。